# Casigua (Venezuela)
Pour les articles homonymes, voir Casigua.
Casigua est la capitale de la paroisse civile de Casigua de la municipalité de Mauroa dans l'État de Falcón au Venezuela